# Manhattan Love Song (romanzo noir)
Manhattan Love Song è un romanzo giallo dello scrittore statunitense Cornell Woolrich, pubblicato nel 1932.

## Trama
Wade è sposato da otto anni con Maxine. Sono entrambi molto giovani e il matrimonio non è felice. Un giorno Wade incontra una giovane che lo affascina al punto di farlo innamorare a prima vista. La ragazza si chiama Bernice Pascal e fa un lavoro molto equivoco, sostenuta, ma anche sorvegliata da un boss che non viene mai menzionato. Wade la segue dappertutto, non vuole capire quello che è evidente: Bernice una sera si è messa all'asta e vari uomini gareggiano nell'offrirle più soldi. Wade stesso cerca di averla per sé, arrivando a compiere un furto ai danni di uno sconosciuto. Divenuto ospite abituale nell'appartamento di Bernice, l'uomo vi passa giorni e notti, finendo con il perdere il lavoro e trascurare la moglie oltre il sopportabile.
Eppure Bernice non manca di metterlo in guardia, soprattutto quando scopre che lui è sposato. Nonostante questo, un giorno Wade commette una grossa imprudenza: ha incontrato per caso Marion (amica/rivale di Bernice) e, credendo di scherzare, la ingelosisce a proposito di un uomo. Quando Bernice lo apprende, decide che loro due devono fuggire la sera stessa in California, perché la vendetta di Marion non si farà attendere. I preparativi sono frenetici e Wade deve trovare il denaro per i biglietti del treno. Ha molte opportunità di sparire da casa, visto che Maxine è assente, ma spreca il tempo e la moglie arriva. Lo supplica in tutti i modi di restare: lei farà qualsiasi sacrificio, compreso quello di accettare la relazione di Wade.
All'ultimo momento Wade riceve una telefonata: il portiere di Bernice gli comunica che lei ha cambiato idea e gli chiede di passare a prenderla a casa. Questo rischia di mandare tutto a rotoli e Wade non capisce che è un tranello. Arriva alla casa dell'amata e scopre che il portiere non può avergli telefonato, perché ha appena preso servizio. Poi la casa è deserta. Solo la radio è accesa. Dopo una lunga attesa, Wade va a spegnere la radio e trova il cadavere di Bernice. A quel punto perde tutta la lucidità: si dispera troppo a lungo, tenta poi di fuggire e andare alla stazione, ma scopre che, tornando da Bernice, risolverà tutti i suoi problemi. Perciò si fa portare indietro e dice al portiere di chiamare la polizia.

Gli agenti lo sottopongono a un interrogatorio non proprio regolare. Wade si accusa dell'omicidio, ma cambia versione, finché gli sbirri (probabilmente corrotti) non gli fanno dire ciò che più si addice alle circostanze. Detenuto e processato, si ostina a mentire e nemmeno l'avvocato, che gli ha procurato Maxine, lo convince a dire la verità. Intanto una testimone chiave, la domestica di Bernice, Tenacity Lowell, è stata sfigurata con un acido e, cieca e incapace di parlare, non potrà deporre. Chiamato a narrare la sua storia, Wade segna la sua rovina insistendo che solo lui ha ucciso Bernice. Finalmente viene giudicato colpevole. In quel momento vede Maxine, presente in aula, cadere al suolo con un grido straziante:

## Personaggi
- Wade, 26 anni, sposato, lavora come impiegato.
- Maxine, moglie di Wade, casalinga.
- Bernice Pascal, giovane donna di cui Wade è innamorato.
- Jerry, amica di Bernice.
- Marion Scalero, rivale di Bernice.
- 'Tenacity Lowell, domestica tuttofare (di colore) di Bernice.
- Leroy, portiere (di colore) dello stabile dove vive Bernice.
- Berenson, avvocato di Wade.
- Westman, Pubblico Ministero.

## Opere derivate
Il libro è stato adattato per il cinema nel film omonimo del 1934, regia di Leonard Fields, con Robert Armstrong, Dixie Lee e Helen Flynt.

## Edizioni
In lingua italiana
- Cornell Woolrich, Manhattan love song, traduzione di Lidia Perria, Interno giallo, Milano 1989
- Cornell Woolrich, Manhattan love song, traduzione di Lidia Perria, collana I Classici del Giallo Mondadori, n. 813, Milano 1998

In altre lingue
- (CA)  Cornell Woolrich, Cançó d'amor a Manhattan, traduzione di Esther Roig, Edicions 62, Barcelona e 1988[4]
- (FR)  William Irish, Manhattan love song, traduit de l'américain par Isabelle Glasberg et Sabine Boulongne, Rivages/noir, Paris 1997[5]
- (JA)  Manhattan rabu songu = Manhattan love song, Editore:新樹社, 東京 e 2001[6]